# Desiderata van Lombardije
Desiderata van Lombardije was een echtgenote van Karel de Grote.

## Levensloop
Desiderata was een dochter van koning Desiderius van de Longobarden en diens echtgenote Ansa.
In 768 huwde ze met Karel de Grote, koning van het Frankische Rijk. Het huwelijk gebeurde op aansporen van Karels moeder Bertrada van Laon, die een alliantie tussen de Franken en de Longobarden wilde smeden. Het huwelijk bleef kinderloos en toen ook Karels alliantie met de Longobarden verbroken werd, verstootte hij in 771 Desiderata. Hetzelfde jaar nog hertrouwde Karel met Hildegard.
Het verdere lot van Desiderata is onbekend.

## Discussie over haar naam
Historica Janet Nelson lanceerde de these dat de dochter van Desiderius eigenlijk Gerperga heette. Ze wijst erop dat Gerperga, de echtgenote van Karels broer Karloman I, in contemporaine bronnen vaak verwisseld werd met Desiderata en per vergissing ook werd aangeduid als dochter van Desiderius van de Longobarden. Reden daarvoor zou kunnen zijn dat ze dezelfde naam hadden. Bovendien hadden Desiderius en Ansa naast Desiderata nog drie dochters — Anselperga, Adelperga en Liutperga — en zou het dus logisch zijn dat de voornaam van de vierde dochter ook het achtervoegsel -perga had.